# مارلبورو (ویرجینیا)
مارلبورو (به انگلیسی: Marlboro) یک منطقهٔ مسکونی در ایالات متحده آمریکا است که در شهرستان فردریک، ویرجینیا واقع شده‌است.